# Lea Giménez
Lea Giménez (Asunción, 1981) es una economista paraguaya y exministra de Hacienda de Paraguay. Fue la primera mujer en ocupar el cargo y la persona más joven en ser ministra de Hacienda en América Latina. Actualmente, se desempeña como asesora ejecutiva de la Presidencia del CAF - Banco de Desarrollo de América Latina y el Caribe. Tiene una destacada trayectoria profesional tanto en el sector público como privado. Ha sido secretaria general y jefa del Gabinete Civil de la Presidencia de la República del Paraguay, además de viceministra de Economía, siendo también la primera mujer en ocupar estos cargos.

## Carrera
Giménez lideró la preparación del plan de gobierno para la presidencia de Santiago Peña para el período 2023-2028 y fue jefa de su equipo de transición. Como jefa del Gabinete Civil de la Presidencia de la República del Paraguay, fue responsable de coordinar, gestionar y supervisar el desarrollo de políticas, las operaciones y las decisiones relacionadas con el gabinete para el presidente. Además, estuvo a cargo de estructurar y liderar la Unidad de Gestión de la Presidencia de Paraguay, que supervisa los proyectos y programas estratégicos y emblemáticos del gobierno. Estas iniciativas incluyen el desarrollo e implementación de la Estrategia Nacional de Lucha contra la Corrupción, proyectos de infraestructura estratégica, el programa de viviendas Che Roga Pora, la digitalización del sector de salud pública con el apoyo de la República de China Taiwán, y el diseño y ejecución de proyectos clave como SUMAR y Hambre Cero en las Escuelas.
Como ministra de Hacienda, presidió el Equipo Económico Nacional. y estableció y presidió la Comisión Técnica Tributaria del Paraguay. Además, lideró la firma de la Convención Multilateral sobre Asistencia Administrativa Mutua en Materia Fiscal, posicionando a Paraguay como la 119.ª jurisdicción en adoptar este instrumento, cuyo objetivo es mejorar la transparencia y combatir la evasión fiscal transfronteriza. Giménez también encabezó el desarrollo del primer paquete de reforma tributaria integral de Paraguay, que fue aprobado en 2019. La reforma modernizó el sistema tributario, abordó la evasión fiscal, promovió la transparencia financiera y generó fondos para sectores clave como la salud, la educación y la infraestructura sin aumentar las tasas tributarias. También lideró el Fondo de Excelencia para la Educación del Paraguay y la Comisión Nacional de Estrategia de Inclusión Financiera.
También jugó un papel estratégico como miembro del Consejo de Administración de la Itaipú Binacional durante un período en el que Paraguay logró un importante y beneficioso acuerdo tarifario por un periodo de tres años. A nivel internacional, fue Jefa de División del Sector de Instituciones para el Desarrollo en el Banco Interamericano de Desarrollo, liderando las agendas de Seguridad Ciudadana y Justicia, Gestión Pública, Transformación Digital del Estado y Transparencia e Integridad. Además, trabajó como economista en las Prácticas Globales de Pobreza y Macro-Fiscalidad del Banco Mundial en países de América Latina, el Caribe y Asia del Sur. Fue miembro honorario del Directorio de Open Contracting Partnership y profesora adjunta en Lehigh University.
Giménez tiene un doctorado en Economía de la Universidad de Lehigh (Pensilvania). Su tesis de doctorado ("Shocks and the Opportunities of Children") recibió el premio Elizabeth Stout Dissertation Award, otorgado a tesis doctorales que se consideran que hacen contribuciones inusualmente significativas y originales a su campo. También cuenta con formación ejecutiva de la Universidad de Harvard y la Universidad de Columbia. En 2022, fue incluida en la lista de mujeres inspiradoras por World Commerce and Contracting.

## Publicaciones

### Investigación
- Chen, Cheng, Shin-Yi Chou, Lea Gimenez, y Jin-Tan Liu. 2020. La cantidad de educación y la preferencia por los hijos varones: Evidencia de la reforma educativa obligatoria de Taiwán, China Economic Review 59: 101369.
- Qian, Mengcen, Shin-Yi Chou, Lea Gimenez, y Jin-Tan Liu. 2017. La transmisión intergeneracional del bajo peso al nacer y la restricción del crecimiento intrauterino: Un gran estudio de cohorte intergeneracional en Taiwán, Maternal and Child Health Journal 21 (7), pp. 1512–1521.
- Gimenez, Lea, Dean Jolliffe, y Iffath Sharif. 2014. Bangladesh, un país de ingresos medios para 2021: ¿Qué se necesita en términos de reducción de la pobreza?, The Bangladesh Development Studies 37 (1-2).
- Gimenez, Lea, y Dean Jolliffe. 2014. Inflación para los pobres en Bangladesh: Una comparación entre los datos del IPC y las encuestas a hogares, The Bangladesh Development Studies 37 (1-2).
- Gimenez, Lea, Shin-Yi Chou, Jin-Tan Liu, y Jin-Long Liu. 2013. Pérdida parental y bienestar infantil, The Journal of Human Resources 48 (4), pp. 1035–1071.

### Libros
- Giménez, Lea, Carlos Rodríguez-Castelán y Daniel Valderrama. 2015. Prosperidad compartida en Colombia, en Shared Prosperity and Poverty Eradication in Latin America and the Caribbean (eds. Ed. Cord, Louise, Maria Eugenia Genoni, y Carlos Rodríguez-Castelán), pp. 99–134, Washington, D.C.: Banco Mundial.
- Giménez, Lea y Carmen Marín. 2018. Retos y Oportunidades del Sistema de Jubilaciones y Pensiones del Paraguay en Sistema Financiero Paraguayo. Construyendo sobre sólidos fundamentos paraguayos. Banco Central del Paraguay, pp. 114–147.